# Ruellia microcalyx
Ruellia microcalyx là một loài thực vật có hoa trong họ Ô rô. Loài này được (Nees) Lindau miêu tả khoa học đầu tiên năm 1895.